# Tom McCarthy (Schriftsteller)
Tom McCarthy (* 1969 in London) ist ein britischer Schriftsteller und Künstler.

## Leben
Tom McCarthy wurde in London geboren. Aufgewachsen ist er in Greenwich, im südlichen London. Er studierte Englische Literatur am New College (Oxford). Anfang der 90er lebte McCarthy in Prag, wo er als Aktmodell und Barmann in einer amerikanischen Bar ein kleines Stipendium vom britischen Staat aufbesserte. Danach zog es ihn nach Berlin, wo er im Prenzlauer Berg lebte und in einem Irish Pub arbeitete. Bei seiner nächsten Station in Amsterdam rezensierte er Bücher für die örtliche Ausgabe des Time Out und arbeitete als Hilfskoch in einer Restaurantküche.
McCarthys Zeit in Prag diente ihm als Grundlage für seinen Roman Men in Space. Er arbeitete auch als Drehbuchautor für das Fernsehen und war Mitherausgeber des Mute Magazine. Vor seinem Durchbruch lebte und arbeitete er in einer Hochhauswohnung im Golden Lane Estate neben dem Barbican in London.

## Veröffentlichungen
McCarthys Erstlingswerk Remainder (auf Deutsch: 8 ½ Millionen) wurde 2001 geschrieben und von den großen Verlagshäusern in Großbritannien abgelehnt. Es wurde im November 2006 von dem kleinen Kunstverlag Metronome Press, der in Paris sitzt, veröffentlicht und in Galerien und Museumsshops vertrieben, jedoch nicht in Buchhandlungsketten. Die Kuratorin und Mitgründerin von Metronome Press, Clémentine Deliss, wollte auf eine künstlerisch-verlegerische Praxis von Olympia Press in den 50er und 60er Jahren rekurrieren und literarische Werke und erotische Kunst gemeinsam abdrucken. Das Buch erhielt breite Beachtung durch die Kritik sowohl in der Literaturwelt wie in der Presse und stand in Großbritannien und den USA einige Wochen auf der Bestsellerliste. Eine der ersten Kritiken erschien im Dezember 2005 auf ReadySteadyBook, das es „einen der wichtigsten Romane seit langer, langer Zeit“ nannte. Die London Review of Books beschrieb es als „einen in der Tat sehr guten Roman“ und The Independent verlautete, dass „sein bedrohlicher Scharfsinn nach einem Klassikerstatus“ rufe. Der Roman wurde erneut aufgelegt, in Großbritannien von dem unabhängigen Verlag Alma Books (2006), in den USA (2007) von dem Bertelsmann-Ableger Vintage. Die New York Times widmete der amerikanischen Veröffentlichung von Remainder die Titelseite seiner Buch-Rubrik und nannte es „ein Werk von romanhafter Philosophie, so verstörend wie witzig“. 2008 gewann es den vierten Believer Book Award. Zadie Smith schrieb im New York Review of Books, dass es „einer der großen englischen Romane der letzten 10 Jahre“ sei, und behauptete weiter, dass es einen zukünftigen Weg zeige, dem der Roman „möglicherweise, mit Schwierigkeiten, folgen könnte“. Es wurde seitdem in 14 Sprachen übersetzt – die deutsche Übersetzung erschien 2009 – und eine Verfilmung durch Omer Fast kam 2016 in die Kinos. Die Uraufführung als Bühnenstück erfolgt am 4. November 2016 an den Münchner Kammerspielen in einer Inszenierung von Alexander Giesche. Einige große Verlagshäuser, die den Roman zuvor abgelehnt hatte, kamen mit enthusiastischen Angeboten auf McCarthy zu, die dieser mit dem Kommentar ablehnte, es sei dasselbe Buch wie auch schon zwei Jahre zuvor.
Im Jahr 2004 veröffentlichte er einen Essay über Exkremente im Werk von James Joyce in dem Online-Literaturmagazin Hypermedia Joyce Studies. 2008 wurde ein Essay von ihm über Alain Robbe-Grillet, einen Autor, für den er oft Bewunderung ausgedrückt hat, in der Oneworld Classics English-Ausgabe von Robbe-Grillets Jealousy abgedruckt.
Im Juni 2006 wurde eine literaturtheoretische Arbeit von McCarthy durch Granta Books veröffentlicht, Tim & Struppi und das Geheimnis der Literatur (Tintin and the Secret of Literature). Das Buch versucht eine Lesart von Hergés Tim & Struppi durch das Prisma strukturalistischer und poststrukturalistischer Literaturtheorie herzustellen. Die Kritiken waren geteilt, wobei sich einige an den Referenzen auf Jacques Derrida und Roland Barthes störten. Kilian Fox lobte im Observer „die obsessive Herangehensweise seines Autors, sein atemberaubendes Verständnis des Werks und den schieren Überschwang, mit dem er sein Thema angeht“. Im Guardian kritisierte Kathryn Hughes jedoch die Methode und den Stil: „McCarthys Text hat ein selbstgefälliges Grinsen, das charakteristisch war für die frühen 90er, als Journalisten anfingen sich an der Kritischen Theorie der Akademien zu bedienen, wobei sie es mochten, wie sie sich dadurch schlauer fühlten“. McCarthy kommentierte: „Granta fragte, ob ich ein Buch über Freud oder Derrida oder jemanden in der Art schreiben möchte, und ich sagte: ’Ok, wenn ich über Hergé schreibe, kann ich über Freud, Derrida und eine ganze Menger anderer Leute schreiben, und es wird viel mehr Spaß machen.’ Es wurde größtenteils gut aufgenommen. Es gab ein oder zwei höchst amüsante englische Kritiken, in denen man geradezu sehen konnte wie die Adern des Kritikers platzten mit Klein-England-Wut auf den kontinentalen Bogen, den das Buch spannt.“
Alma Books veröffentlichte 2004 den zweiten Roman, Men in Space, von dem der größte Teil bereits vor Remainder geschrieben wurde. Es wurde in viele Sprachen übersetzt, darunter Griechisch und Französisch. Sein dritter Roman C wurde 2010 veröffentlicht und war 2011 für den Walter Scott Prize nominiert. Im Februar 2015 veröffentlichte McCarthy einen neuen Roman mit dem Titel Satin Island, der auf der Kurzliste für den Man Booker Prize 2015 stand und für den Goldsmiths Prize 2015 nominiert war. Als er anfing es zu schreiben, sagte er dazu: „Es wird ein Leitmotiv von einem Fallschirmspringer haben, der auf die Erde stürzt, nachdem er bemerkt, dass sein Fallschirm sabotiert wurde: seine Beziehung zur Landschaft, zum Tod, zur Technologie.“
McCarthy verfasste auch mehrere Erzählungen, Essays und Artikel über Literatur, Philosophie und Kunst, u. a. in The Observer, The Times Literary Supplement, The London Review of Books, Artforum und The New York Times. Außerdem war er beteiligt an den Sammelbänden London from Punk to Blair (Reaktion Books), Theology and the Political (Duke University Press), The Milgram Re-Enactment (Jan van Eyck Press) sowie The Empty Page: Fiction Inspired by Sonic Youth (Serpent’s Tail). Er hat bereits an verschiedenen Institutionen Vorlesungen gehalten, etwa an der Architectural Association, dem Royal College of Art oder am Southern California Institute of Architecture.
Remainder (auf Deutsch: 8 ½ Millionen)
Remainder erzählt die Geschichte von einem namenlosen Helden, der durch einen Unfall traumatisiert wurde, der „ein vom Himmel fallendes Objekt beinhaltete“. Achteinhalb Millionen Pfund reicher dank einer Ausgleichsvereinbarung, aber hoffnungslos entfremdet von der Welt um ihn herum, verbringt der Protagonist von Remainder seine Zeit und sein Geld damit, vage erinnerte Szenen und Situationen aus seiner Vergangenheit, wie z. B. ein großes Gebäude mit Klaviermusik aus der Ferne, der vertraute Geruch  gebratener Leber, oder lethargische Katzen auf Dächern, die dort herumlungern, bis sie herunterfallen, obsessiv zu rekonstruieren und nachzuspielen.
Die Wiederholungen, Re-Enactments, sind getrieben von dem Bedürfnis, lieber die Welt „authentisch“ zu bewohnen als auf eine „second-hand“-Weise, die seine traumatische Situation zur Folge hatte. Als die Wiederherstellung von alltäglichen Vorgängen nicht mehr ausreicht, seinen Hunger nach Authentizität zu stillen, beginnt er immer gewalttätigere Geschehen nachzuspielen.
Men in Space (noch nicht übersetzt)
Angesiedelt in Zentraleuropa, das nach dem Ende des Kommunismus schnell fragmentiert, folgt Men in Space einem Ensemble von zügellosen Künstlern, politischen Flüchtlingen, Fußballschiedsrichtern, tauben Geheimagenten, Auftragskillern und gestrandeten Astronauten bei ihrer Jagd nach einem gestohlenen Ikonenbild von Sofia nach Prag und weitere Schauplätze. Die melancholische Einflusssphäre des Ikonenbildes spiegelt sich in den Ellipsen und Beinahe-Kollisionen der verschiedenen Charaktere, während diese sich in schwindelerregender Geschwindigkeit durch alle möglichen Räume bewegen, seien diese physisch, politisch, emotional oder metaphysisch. McCarthy verwendet diese Kulisse, um eine Vision von der Menschheit zu zeigen, die in der Geschichte treibt, in einer Welt, die sich im Zustand der Auflösung befindet.
C (auf Deutsch: K)
C beginnt im England zu Beginn des 20. Jh. Es ist die Geschichte eines Jungen namens Serge Carrefax, dessen Vater seine Zeit damit verbringt, mit kabelloser Kommunikation zu experimentieren, während er gleichzeitig eine Schule für taube Kinder leitet. Serge wächst auf umgeben von Lärm und Stille, mit seiner hochintelligenten, aber mit Problemen belasteten älteren Schwester, Sophie: eine intensive Geschwisterbeziehung, die ihn begleitet, während er sich in eine gleichsam problembehaftete größere Welt begibt. Nach einem Flirt mit einer Krankenschwester in einem böhmischen Kurort ist Serge im Ersten Weltkrieg als Funker für Aufklärungsflugzeuge im Einsatz. Als sein Flugzeug abgeschossen wird, wird Serge in ein deutsches Gefangenenlager gebracht, aus dem er fliehen kann. Zurück in London wird er für einen Einsatz in Kairo für die zwielichtige Empire Wireless Chain rekrutiert.
C wurde 2010 veröffentlicht, bei Knopf in den USA, bei Jonathan Cape in Großbritannien, die Kritik war gespalten. McCarthy hat in Interviews als Themen des Romans den Umgang mit Technologie und Trauer genannt. Das Buch war auf der Kurzliste des Man Booker Preises 2010. Tom LeClair beschrieb McCarthy als einen „jungen und britischen Thomas Pynchon“. Es stand auch auf der Kurzliste für den Walter Scott Preis.
Es wurde von Neel Mukherjee von The Times beschrieben als „zweifellos genial, auf nützliche Weise durch seinen einzigartigen, verwirrenden Blick auf den Modernismus das Modell des psychologischen Realismus schrammend, der der dominierende Modus unserer konservativen Zeit ist“, und von Jonathan Dee vom Harper’s Magazine als „ein Epos der Avantgarde, das erste, an das ich denken kann seit Joyces Ulysses“.
Satin Island
„U., der sich selbst »Firmenanthropologe« nennt, erhält den Auftrag, den Großen Bericht zu schreiben, ein universales ethnografisches Dokument, das unser gesamtes Zeitalter zusammenfasst. Doch schnell fühlt er sich überwältigt von der schieren Datenmenge und der augenscheinlichen Unmöglichkeit, das Vorgefundene in eine irgendwie geartete, sinnstiftende Erzählung zu übersetzen. Als er sich zu fragen beginnt, ob sein Vorhaben überhaupt gelingen kann, verändert ein Traum von einer apokalyptischen Stadtlandschaft, in deren Mitte eine gigantische Müllverbrennungsanlage thront, seine Wahrnehmung.
Auf eine Art, wie nur er es kann, fängt Tom McCarthy ein, wie wir unsere Welt erleben, wie wir versuchen, ihr einen Sinn zuzusprechen und die Erzählung, die wir für unser Leben halten, zu erkennen. Ein beunruhigender Roman, der verspricht, das erste und letzte Wort über die Zeit zu formulieren, in der wir uns bewegen – sei sie modern, postmodern oder welches Label auch immer wir ihr geben wollen.“

## Künstlerische Arbeit

### International Necronautical Society (INS)
1999 wurde McCarthy Generalsekretär der semi-fiktiven Organisation International Necronautical Society (INS), die er mit seinem Freund Simon Critchley gründete. Diese sei Projekten gewidmet, die das für den Tod täten, was die Surrealisten für Sex getan hätten. Nachdem es ihm nicht gelungen war, in den Jahren 2001, 2002 Verleger für seine Romane zu finden, machte er Kunstprojekte unter dem INS-Label(?)(Logo? Chiffre?). McCarthy verteilte das Manifest des INS bei einer Pseudo-Kunstmesse, die der Künstler Gavin Turk organisiert hatte. Die Tätigkeiten des INS bestehen aus Veröffentlichungen, Live-Events, Medieninterventionen und konventionellen Kunstausstellungen.
In einem Interview, das er 2007 der Website Bookninja gab, erklärte McCarthy die Umstände, die zur Entstehung des INS geführt haben: „Ich war in den späten 90ern ziemlich gut vernetzt in der Londoner Kunstwelt, und zusätzlich hatte ich bereits seit einiger Zeit Interesse an den Formen und Prozessen der Avantgardisten des frühen 20. Jh. wie den Futuristen und den Surrealisten gehabt: Ihre halb-korporativen, halb-politischen Strukturen von Komitees und Subkomitees, ihr Gebrauch von Manifesten, Proklamationen und Denunzierungen.“
Trotz seiner anfänglichen Behauptung, dass der INS „kein Kunstprojekt“ sei, nahm McCarthy in seiner Funktion als Generalsekretär des INS Einladungen von Kunstinstitutionen seine Arbeiten zu zeigen in der ganzen Welt an, darunter das Tate Britain und das Institute of Contemporary Arts in London, Moderna Museet Stockholm, Drawing Center New York, Kunstwerke Berlin, Hartware MedienKunstVerein Dortmund und Substation Gallery Singapore.
Art Monthly beschrieb den INS als „eine Gruppe von eigensinnigen Literaten und süßholzraspelnden Parodisten“, The Australien als „obskur“. 2003 hackte der INS die Webseite der BBC und fügte in deren Quellcode Propaganda ein. Im folgenden Jahr wurde eine Einheit für Rundfunkübertragung am Institute for Contemporary Arts gegründet. Dabei generierten mehr als vierzig Assistenten durchgängig „Gedicht-Codes“, die über FM Radio in London und über das Internet zu kollaborierenden Radiostationen in der ganzen Welt übertragen wurden. 2008 wurde eine mechanischere Version dieser Arbeit im Moderna Museet in Stockholm ausgestellt, bei der ein Flugdatenschreiber einen Strom ähnlicher Nachrichten versandte.
Nachdem McCarthy und INS Chef-Philosoph Simon Critchley die „INS-Erklärung zur Uneigentlichkeit“ am New Yorker Drawing Center verlesen hatten, mutmaßte der Kritiker Peter Schwenger in Triple Canopy, dass die zwei Männer, die in der Gallery erschienen waren, gar nicht Critchley und McCarthy gewesen seien. Diese nahmen diese Behauptung als Anregung und ließen die Erklärung ein Jahr später am Tate Britain durch Schauspieler verlesen.
Als sie eingeladen wurden, die Erklärung ein drittes Mal vorzutragen, im Rahmen der Biennale in Athen 2009, verkündeten sie, fortan könne jede Institution, die interessiert sei, die Erklärung vortragen lassen. Konsequenterweise gaben sie eine griechische Übersetzung in Auftrag, die dann auch durch griechische Schauspieler in Athen verlesen wurde.

### Installationen/Visuelle Kunst
McCarthy schuf auch eigenständige Kunstwerke. 2005 stellte er im The Western Front Gallery in Vancouver die Multimedia-Installation Greenwich Degree Zero aus, die in Zusammenarbeit mit dem Künstler Rod Dickinson entstand. Es stellt eine Hommage auf Joseph Conrads Roman The Secret Agent von 1907 dar und beschreibt das Abbrennen des Greenwich Observatoriums. Die Installation wurde für die ständige Sammlung des Arts Council England erworben.
2006 arbeitete McCarthy mit dem französischen Künstler Loris Gréaud und stellte ein „ontisches Sorgentelefon“ für ein fiktives „Thanatologisches Unternehmen“ her – ein schwarzes Telefon, das Anrufer mit einem unendlichen Loop von voraufgenommenen Nachrichten konfrontierte.
Das Telefon wurde in der FiAC-Sammlung in Paris gezeigt und von den Galeristinnen/Sammlerinnen Solene Guillier und Nathalie Boutin erstanden.
McCarthy schrieb das Drehbuch für Johan Grimonprez’ Spielfilm Double Take (2009). Das Skript besteht aus einer Kurzgeschichte, die lose auf „25 August 1983“ von Borges basiert, in dem Hitchcock sein Double auf dem Set eines seiner Filme trifft. Der Film gewann 2009 den Black Pearl Award (MEIFF, Abu Dhabi).
McCarthy unterrichtete auch an diversen Einrichtungen, darunter an der Architectural Association, der Central Saint Martins School of Art, dem Royal College of Art, dem London Consortium und der Columbia University.
(Anm.: Dieser Absatz ist zum großen Teil eine Wiederholung, s. o. „Veröffentlichungen“.)

## Themen
In einem Interview aus dem Jahr 2007 beschrieb McCarthy als eines seiner Hauptthemen, die sein Werk durchziehen, Wiederholung und Verdopplung bzw. Vervielfältigung. Die Wiederholung nimmt in Remainder die Form von Re-Enactments (Nachspielen) von Ereignissen an, die von dem zu Reichtum gekommenen, traumatisierten Protagonisten ausgeführt werden. Dieser Prozess wurden von einigen Kritikern (wie beispielsweise von Joyce Carol Oates im New York Review of Books) als eine Allegorie für die Kunst selbst angesehen.
In Men in Space zeigt es sich in der Form einer Vervielfältigung eines Kunstwerks und eines Musters, das sich über einige Jahrhunderte durchzieht. In den künstlerischen Projekten McCarthys nimmt es die Form von wiederholenden Sets (Zusammenstellungen) von Funksprüchen an, eine Hommage auf Jean Cocteaus Orphée. Boyd Tonkin schreibt in seinem Artikel im Independent über McCarthy, dass dieser die Auffassung habe, dass Literatur selbst eine Serie von Wiederholungen und Vervielfältigungen sei.
Mindestens ein Kritiker hat McCarthys Werk mit „gescheiterter Transzendenz“ in Verbindung gebracht, und McCarthy hat diesen Begriff in Interviews verwendet, um den Kollaps des idealistischen Projektes in Philosophie, Kunst und Literatur zu beschreiben. Gescheiterte Transzendenz stellt einen zentralen Grundsatz der „New Yorker Erklärung zur Uneigentlichkeit“ dar, eine Rede, die im Stile einer Propagandaerklärung von McCarthy und dem Philosophen Critchley 2007 im Drawing Center in New York gehalten wurde. Im Gespräch mit der Künstlerin Margarita Gluzberg (2001 am Londoner Austrian Cultural Forum) zitiert McCarthy Georges Batailles Beschreibung von Materie als „den nicht-logischen Unterschied, der im Verhältnis zur Ökonomie des Universums das repräsentiert, was das Verbrechen im Verhältnis zur Ökonomie des Rechts repräsentiert“ („that non-logical difference that represents in relation to the economy of the universe what crime represents in relation to the economy of the law“).
In einem Vortrag bei dem Internationalen James Joyce Symposium 2004 in Dublin, zitiert McCarthy erneut Bataille und greift zurück auf die Vorstellung eines „basalen Materialismus“, um das skatologische (fäkale, obszöne) Empfinden in den Romanen von Joyce zu erhellen. Der die Fernkommunikation überwachende Agent in Men in Space prahlt anfänglich damit, dass er „immer ein starkes Signal erhalten“ kann, aber er verliert am Ende das Signal und wird taub, von aller Kommunikation ausgeschlossen. In einem Interview sprach McCarthy über die Ähnlichkeit des Charakters mit Francis Ford Coppolas Harry Caul in The Conversation.
McCarthy hat 2004 im Institute of Contemporary Art in London ein Kunstprojekt rund um Cocteaus Orphée durchgeführt. Dabei haben vierzig Assistenten Texte zerschnitten, sie auf die Wände projiziert und wieder zusammengestellt zu kryptischen Nachrichten, die über ganz London und die Welt ausgestrahlt wurden via Radio und Internet. Dieses Projekt orientiert sich an der Vorstellung von William S. Burroughs von „viralen Medien“ und dem Verständnis von „Krypt-“ von Nicolas Abraham und Maria Torok, ein Raum für Begräbnis und Verschlüsselung. Das Kunstwerk Black Box wurde ursprünglich 2008 am Moderna Museet in Stockholm gezeigt. Dabei waren ebenfalls kontinuierliche Funksprüche integriert. McCarthy bestand darauf, dass Funktechnologie als Metapher für das Schreiben gesehen werden kann, wobei er „The Waste Land“ von T.S. Eliot mit einem Radioprogramm verglich.

## Werke
- Navigation Was Always a Difficult Art, Vargas Organisation, London 2002, ISBN 978-0-9520274-5-4.
- Calling All Agents: General Secretary's Report to the International Necronautical Society, Vargas Organisation, London 2003, ISBN 978-0-9520274-8-5.
- Remainder, Metronome Press, Paris 2005, ISBN 2-916262-00-8.
  - deutsch: 8 1/2 Millionen. Diaphanes, Zürich 2009, ISBN 978-3-03734-187-2.
- Tintin and the Secret of Literature, Granta Books, London 2006, ISBN 978-1-86207-831-4.
  - deutsch: Tim & Struppi und das Geheimnis der Literatur. Blumenbar, Berlin 2010, ISBN 978-3-936738-61-2.
- Men in Space, Alma Books, London 2007, ISBN 978-0-224-09020-9.
- C, Vintage, London 2010, ISBN 978-0-224-09020-9.
  - deutsch: K. Deutsche Verlags-Anstalt, München 2012, ISBN 978-3-421-04489-1.
  - deutsch: K. Suhrkamp Verlag, Berlin 2023, ISBN 978-3-518-47347-4.
- Offizielle Mitteilungen / International Necronautical Society / vertreten durch Tom McCarthy; Simon Critchley. Diaphanes, Zürich 2011, ISBN 978-3-03734-160-5.
- Satin Island, Knopf, London / New York 2015, ISBN 0-307-59395-9.
  - deutsch: Satin Island. Deutsche Verlags-Anstalt, München 2016, ISBN 978-3-421-04718-2.
  - deutsch: Satin Island. Suhrkamp Verlag, Berlin 2023, ISBN 978-3-518-47348-1.
- Typewriters, Bombs, Jellyfish: Essays, New York Review Books, New York 2017, ISBN 978-1-68137-086-6.
  - deutsch: Schreibmaschinen, Bomben, Quallen: Essays, Diaphanes, Zürich 2019, ISBN 978-3-0358-0180-4.
- The Making of Incarnation, Jonathan Cape, London 2021, ISBN 978-1-78733-330-7.
  - deutsch: Der Dreh von Inkarnation. Suhrkamp Verlag, Berlin 2023, ISBN 978-3-518-43123-8.